# Askerbanen
Askerbanen er en 9,7 km dobbeltsporet jernbane i Akershus fylke Norge. Banen går mellem Sandvika og Asker, parallelt med Drammenbanen. Banen blev åbnet i 2005. Banens forlængelse fra Lysaker forventes at kunne blive taget i brug i 2011.
Det meste af banen er tunnel. Banen er en del af dobbeltspor-strategien, hvor fjerntog/regionstog skal bruge denne højhastighedsbane, mens andre tog bruger Drammenbanen. Der er derfor ingen nye destinationer på Askerbanen.
Askerbanen er en del af Oslopakke 2
59°52′00″N 10°28′49″Ø / 59.866539°N 10.480269°Ø